# Fender Telecaster
Fender Telecaster, známý také jako Tele, je typická dvousnímačová elektrická kytara vyráběná společností Fender. Její jednoduchý design a revoluční zvuk nastavily nový trend výroby elektrických kytar a populární hudby. Pro celostátní distribuci byl představen jako Broadcaster na podzim roku 1950. Byla to první kytara svého druhu prodávaná v takovém měřítku. Rychle se stal oblíbeným modelem a od své první inkarnace se nepřetržitě vyrábí.

## Počátky
Fender Telecaster vyvinul Leo Fender ve Fullertonu, Kalifornii ve čtyřicátých letech. Před jeho příchodem vyrábělo v letech 1932—1949 elektrické kytary několik nezávislých řemeslníků a společností, ale žádný z těchto nástrojů neměl takový úspěch. Jedním z prvních hudebníků, který použil Telecaster, třeba k nahrání "Guitar Boogie", byl v roce 1947 Arthur "Guitar Boogie" Smith.
Fender měl elektronickou opravnu s názvem Fender's Radio Service, kde nejdřív opravoval, a poté navrhoval, zesilovače a elektromagnetické snímače pro hudebníky — především pro hráče na elektrické a poloakustické kytary, elektrické havajské (lap steel) kytary a mandolíny.
První model se objevil roku 1950 a jmenoval se Esquire. Pod tímto jménem bylo vyrobeno okolo padesáti kytar, ale většina z nich musela být ještě během záruky vyměněna. Modely Esquire totiž ještě neměly krky vyztužené ocelovou tyčí, kterou lze také upravovat prohnutí krku, a řada z nich musela být vyměněna právě kvůli ohnutému krku. Později v roce 1950 byla výroba jednosnímačového modelu Esquire ukončena a následující dvousnímačový model byl přejmenován na Broadcaster. Tyto kytary již měly krk vyztužený ocelovou tyčí. Společnost Gretsch, jež také vyráběla elektrické kytary (a dnes ji Fender vlastní), si však stěžovala, že kytara Broadcaster porušuje ochrannou známku její stejnojmenné řady bicích (které se jmenují 'Broadkaster'), a proto Fender jako nováček v tomto oboru, raději změnil jméno kytary na Telecaster.
V roce 1951 Fender také představil svoji Precision Bass jako basový protějšek Telecasteru. Později byl model Precision Bass upraven tak, aby se více podobal Stratocasteru. První generaci Precision Bass se někdy říká 'Telecaster Bass', ale pod tímto názvem můžeme nalézt množství jiných modelů baskytar.

## Stavba
Jednoduchý design vedl Leo Fendera k masové výrobě a zjednodušil opravu poškozených kytar. Kytary se nezhotovovaly jednotlivě, ale součástky se vyráběly rychle a levně a ve větším množství a byly sestavovány v kytaru na lince. Fender nepoužíval tradiční slepovaný krk. Jeho krk byl k tělu kytary přišroubovaný. To nejenže usnadnilo výrobu, ale krk byl pro potřeby opravy či výměny jednoduše odnímatelný. Navíc klasický krk Telecasteru byl z jednoho kusu javorového dřeva a pražce byly vtlačeny přímo do hmatníku — v té době velmi neobvyklé řešení (mnohem běžnější byly do té doby hmatníky ebenové nebo z palisandru přilepené na mahagonovém krku). Díky odnímatelnému plastovému krytu byla elektronika snadno přístupná pro opravy či výměnu, což byla oproti předchozím modelům kytar také nesporná výhoda.
V klasickém tvaru, je tato kytara sestavena velice jednoduše, s krkem a hmatníkem z jednoho kusu javoru, přišroubovaným k jasanovému nebo olšovému zepředu i zezadu rovnému tělu s ostrými hranami. Hardware obsahuje dva single coil snímače ovládané třípolohovým přepínačem, ovládání hlasitosti a tónovou clonou. Pickguard (kryt) je přišroubován pomocí pěti (později osmi) šroubků přímo do těla. Kobylku tvořily tři posuvné kameny se dvěma strunami na každém z nich. Velký chromovaný, tzv. popelníkový, kryt kobylky pro její lepší ukotvení (dříve se také věřilo, že takovýto kryt nad snímačem značně zlepší účinnost snímače, proto jej můžeme nalézt například u již zmiňované Precision Bass) však bývá k vidění jen zřídka. Většině hráčů totiž překážel při hraní, a proto jej často z Telecasterů sundávali a používali raději jako popelník, odtud pojmenování 'popelníkový kryt' - anglicky 'ashtray cover'.
Typické moderní Telecastery (jako American Series) se od klasických liší v některých úpravách. Hmatník má dvaadvacet pražců namísto jednadvaceti. Původní kobylku tvořenou třemi posuvnými kameny nahradila novější verze se šesti kameny, jež dovoluje samostatné nastavení ladění pro jednotlivé struny. Dlouhé šrouby, jež připevňují kobylku k tělu, poskytují při nastavování ladění více možností. Klasická krytka přes kobylku byla nahrazena prostou kovovou deskou pod kobylkou (což pomáhá jak usazení kobylky, tak zvyšuje pohodlí při hraní, zvláště kytaristům, kteří rádi tlumí struny dlaní. Jiné je i zapojení snímačů: třípolohový přepínač přepíná v první pozici na snímač u krku, v druhé pozici na snímač u krku společně se snímačem u kobylky a ve třetí pozici na snímač u kobylky. Dva potenciometry pro hlasitost a tónovou clonu zůstávají stejné.
Modely jako American Deluxe a Plus Series Telecasters mají často pro pohodlnější hraní tělo tvarované jako Stratocaster.
Díky této stavbě má telecaster nezaměnitelný zvuk, který se často používá v "nezkreslené" hudbě jako je country, blues, rock'n'roll, jazz, boogie aj. a bývá popisován jako "drnčení valících se kamenů" nebo jako "kapky narážející o plech", některým připomíná jeho zvuk banjo (samozřejmě vnímání zvuků je velice individuální), pro jeho krásně čistý a ryzí tón. I po zkreslení můžete dostat typicky telecasterový zvuk, který se hodí na velikou škálu žánrů (Např. Izzy Stradlin, kytarista Guns N' Roses - hard rock)
|  |  |  |